# Presidente del Consejo (Francia)
El presidente del Consejo, a veces llamado presidente del Consejo de Ministros, era, en Francia, el jefe de Gobierno en virtud de diversos regímenes en particular la Tercera y Cuarta Repúblicas.

## Historia
Este título fue llevado por primera vez por Talleyrand, en 1815, seguido por otros jefes de Gobierno de la Restauración y la monarquía de julio.
Las leyes constitucionales francesas de 1875 que establecieron legalmente la Tercera República atribuían todo el poder ejecutivo al Presidente de la República pero, al no tratarse de una Constitución propiamente dicho, dejaban muchas cuestiones sin resolver a fin de que el nuevo régimen fuera flexible y pudiera adaptarse. En consecuencia, con la práctica se instauró de manera oficiosa un poder ejecutivo bicéfalo constituido por el presidente de la República y el presidente del Consejo de Ministros. En el marco de la Tercera República, la figura del Presidente del Consejo se impondrá paulatinamente hasta dejar el presidente de la República en un segundo plano.
El primer presidente del Consejo de la Tercera República fue Jules Dufaure en 1876. De 1871 a 1876, el jefe de Gobierno era de hecho el vicepresidente del Consejo de Ministros que estaba presidido por el presidente de la República (Adolphe Thiers, a continuación, Patrice de Mac-Mahon). A raíz de las elecciones legislativas de 1876, hubo una crisis política entre el gobierno y el presidente de la República. Así, hasta 1934, el presidente del Consejo debía combinar la gestión del gobierno con una cartera ministerial.